# Filil·le
Filil·le o Filil·li (en llatí Philyllus i també Philyllius, en grec antic Φιλύλλιος) fou un poeta còmic atenenc contemporani de Diocles de Flios i Sannirió segons diu Suides. Va viure al final del segle v aC i va escriure a la darrera part de la vella comèdia i començament de la mitjana.
Ja havia arribat a certa distinció cap a l'any 392 aC, abans de la representació de Les assembleistes d'Aristòfanes, i la majoria dels seus títols se situen ja a la comèdia mitjana. Van introduir algunes innovacions a l'escenari com ara la de portar torxes enceses. El seu nom apareix també escrit Φιλλύλιος, Φιλαι̂ος, Φιλόλαος, Φιλλύδεος i encara d'altres formes.
Suides i Eudòxia Macrembolitissa donen els títols de les seves comèdies:
- Αἰγεύς ("Aigeus" Egeu)
- Αὔγη (Auge)
- Ἀντεια (ἑταίρας ὄνομα) ("Anteia étaíras ónoma" Anteia, el nom d'una hetera)
- Δωδεκάτη ("Dodecáte" La dona que fa dotze)
- Ἡρακλῆς (Hèracles)
- Πλύντρια ἢ Ναυσικάα ("Plynteria, o Nausicaa")
- Πόλις (o Πόλεισ̓) (Polis)
- Φρεωρύχος ("Phreorykhos" L'excavador de pous)
- Αταλάντη (Atalanta)
- Ἑλένη (Helena)

Els dos últims títols semblen sospitosos.